# Trichomycterus punctulatus
Trichomycterus punctulatus is een straalvinnige vissensoort uit de familie van de parasitaire meervallen (Trichomycteridae). De wetenschappelijke naam van de soort is voor het eerst geldig gepubliceerd in 1846 door Valenciennes.